# Rödmire
Rödmire (Anagallis arvensis) är en ettårig ört i familjen ardisiaväxter. Det är en vanlig växt i Europa och anses oftast vara ett ogräs men ett oförargligt sådant. Stjälkarna är ungefär 45 centimeter långa. De ljusgröna äggrunda bladen är motsatta. Blommorna är små och orangeröda och har fem kronblad. De öppnar sig bara på dagen. Det finns en varietet, Anagallis arvensis var. caerulea som har blå blommor.
Ett äldre namn på rödmire var rödarv.
Rödmiren är kanske mest känd som den litterära hjälten Röda nejlikans emblem.

## Förekomst i Sverige
Rödmire är vanlig på åkrar, vägrenar och havsstränder i Götalands och Svealands slätt- och kustbygder.